# Evelis Aguilar
Evelis Jazmín Aguilar Torres (Chigorodó, 3 gennaio 1993) è una multiplista colombiana.

## Biografia
Nata nel dipartimento di Antioquia Aguilar inizialmente nella sua carriera si specializza nei 400 metri piani, di cui disputa gare nelle competizioni juniores. A seguito di una lesione sceglie di virare verso le prove multiple e di improntare la sua carriera seniores, partita con la nazionale colombiana nel 2011, sull'eptathlon, stabilendo il primo record nazionale della disciplina nel 2015. Tale record è migliorato nel 2016, diventando record sudamericano e continuando a crescere insieme alle prestazioni di Aguilar. Oltre ai successi regionali come l'oro ai Campionati sudamericani in Perù, Aguilar ha preso parte ai Giochi olimpici di Rio de Janeiro 2016 e una medaglia di bronzo ai Giochi panamericani in Messico. Nel 2021, nel corso dei campionati nazionali ad Ibagué, ha battuto il proprio primato e stabilito un nuovo record sudamericano nell'eptathlon.

## Palmarès
| Anno | Manifestazione             | Sede           | Evento        | Risultato | Prestazione | Note                                     |
| ---- | -------------------------- | -------------- | ------------- | --------- | ----------- | ---------------------------------------- |
| 2008 | Sudamericani U18           | Lima           | 400 m piani   | Bronzo    | 57"67       |                                          |
| 2010 | Sudamericani U18           | Santiago       | 400 m piani   | Oro       | 55"64       |                                          |
| 2011 | Sudamericani               | Buenos Aires   | 4×400 m       | Argento   | 3'37"66     |                                          |
| 2011 | Sudamericani U20           | Medellín       | 400 m piani   | Argento   | 54"45       |                                          |
| 2011 | Sudamericani U20           | Medellín       | 4×400 m       | Oro       | 3'36"74     |                                          |
| 2011 | Giochi panamericani        | Guadalajara    | 4×400 m       | Bronzo    | 3'29"94     |                                          |
| 2012 | Mondiali U20               | Barcellona     | 4×400 m       | Batteria  | 3'39"44     |                                          |
| 2014 | Giochi sudamericani        | Santiago       | Eptathlon     | 4ª        | 5504 p.     | Miglior prestazione personale stagionale |
| 2014 | Giochi sudamericani        | Santiago       | 4×400 m       | Argento   | 3'35"96     |                                          |
| 2014 | Campionati ibero-americani | San Paolo      | Eptathlon     | 4ª        | 5518 p.     |                                          |
| 2014 | Sudamericani U23           | Montevideo     | Eptathlon     | Oro       | 5333 p.     |                                          |
| 2014 | Giochi CAC                 | Veracruz       | 4×400 m       | Bronzo    | 3'34"14     |                                          |
| 2015 | Sudamericani               | Lima           | Eptathlon     | Oro       | 5902 p.     |                                          |
| 2015 | Giochi panamericani        | Toronto        | Eptathlon     | 4ª        | 5930 p.     |                                          |
| 2015 | Mondiali                   | Pechino        | Eptathlon     | dns       | dns         |                                          |
| 2016 | Campionati ibero-americani | Rio de Janeiro | Eptathlon     | Argento   | 5887 p.     |                                          |
| 2016 | Giochi olimpici            | Rio de Janeiro | Eptathlon     | 15ª       | 6263 p.     |                                          |
| 2017 | Mondiali                   | Londra         | Eptathlon     | dnf       | dnf         |                                          |
| 2018 | Giochi CAC                 | Barranquilla   | Eptathlon     | Argento   | 6285 p.     |                                          |
| 2021 | Sudamericani               | Guayaquil      | Eptathlon     | Oro       | 6165 p.     |                                          |
| 2021 | Sudamericani               | Guayaquil      | 4x400 m       | Oro       | 3'31"04     |                                          |
| 2021 | Giochi olimpici            | Tokyo          | Eptathlon     | 14ª       | 6214 p.     |                                          |
| 2022 | Giochi sudamericani        | Asunción       | 400 m piani   | Oro       | 51"90       |                                          |
| 2022 | Giochi sudamericani        | Asunción       | 4×400 m       | Oro       | 3'31"30     |                                          |
| 2023 | Giochi CAC                 | San Salvador   | 400 m piani   | 4ª        | 51"67       |                                          |
| 2023 | Giochi CAC                 | San Salvador   | 4x400 m       | Bronzo    | 3'31"16     |                                          |
| 2023 | Giochi CAC                 | San Salvador   | 4x400 m mista | Bronzo    | 3'20"36     |                                          |
| 2023 | Sudamericani               | San Paolo      | 400 m piani   | Argento   | 51"41       |                                          |
| 2023 | Sudamericani               | San Paolo      | 4x400 m       | Oro       | 3'31"39     |                                          |
| 2023 | Sudamericani               | San Paolo      | 4x400 m mista | Oro       | 3'14"79     | Record sudamericano                      |
| 2023 | Giochi panamericani        | Santiago       | 400 m piani   | Bronzo    | 51"95       |                                          |
| 2023 | Giochi panamericani        | Santiago       | 4x400 m mista | 6º        | 3'23"17     |                                          |
| 2024 | Giochi olimpici            | Parigi         | 400 m piani   | Batteria  | 53"36       |                                          |
| 2025 | Campionati sudamericani    | Mar del Plata  | 400 m piani   | Argento   | 51"26       |                                          |
| 2025 | Campionati sudamericani    | Mar del Plata  | 4x400 m       | Oro       | 3'33"29     |                                          |